# 常崇煊
常崇煊（1931年—），男，山西榆次人，中华人民共和国政治人物，曾任国家计划生育委员会副主任，第八届全国人大代表，第九届全国政协委员。